# Fodina decussis
Fodina decussis là một loài bướm đêm trong họ Noctuidae.